# 内田滋
内田 滋（うちだ しげ、1978年3月10日 - ）は大阪府大阪市出身の俳優。所属事務所はキューブ。
身長172.5cm。血液型はO型。

## 人物・来歴
1998年3月「CMキャラクター発掘プロジェクト」合格をきっかけに芸能活動を開始。同年の舞台「毛皮のマリー」で俳優デビュー。
2004年ごろまでは本名の内田 滋啓（うちだ しげひろ）の名前で活動していた。大阪市立佃中学校出身。
安宅家の人々で共演した目黒祐樹は、かつて内田の祖父の漁船で釣りをした経験がある。また、安宅家の人々で共演したメンバーやスタッフとはしばしば食事会を開き、現在も交流している。

## 出演

### テレビドラマ

#### 1999年
- 元禄繚乱（1999年、NHK
- サイコメトラーEIJI2 第6話（1999年、日本テレビ） - 二階堂博士

#### 2000年
- らぶ・ちゃっと 第10話「ワンナイト・ラブ」（2000年、フジテレビ） - 主演
- やまとなでしこ 第6話（2000年、フジテレビ） - 医大生
- ただいま満室（2000年、テレビ朝日）

#### 2001年
- 愛犬ロシナンテの災難（2001年、日本テレビ） - 花形淳
- ラブ・レボリューション 第9話（2001年、フジテレビ）

#### 2002年
- 月曜ミステリー劇場「告発弁護士シリーズ 弁護士猪狩文助2 罪を逃れて笑う奴」（2002年、TBS） - 松浦敦史

#### 2004年
- ほんとにあった怖い話 第4回〜最後の買い物〜（2004年、フジテレビ）

#### 2006年
- 僕たちの戦争（2006年、TBS） - 久保田勇

#### 2007年
- 青春★ENERGY「結婚披露宴〜人生最悪の3時間〜」（2007年、フジテレビ）
- The Spiders From Mars And Glamorous Angel 火星から来た蜘蛛の群れとグラマラスエンジェル（2007年、フジテレビ）
- オトコの子育て 第4話（2007年、朝日放送・テレビ朝日）

#### 2008年
- 安宅家の人々（2008年、東海テレビ） - 安宅宗一
- モンスターペアレント 第1話（2008年、関西テレビ） - 真田雅之
- シバトラ〜童顔刑事・柴田竹虎〜（2008年、フジテレビ） - 南原貫太郎
- Room Of King（2008年、フジテレビ） - リバー

#### 2009年
- 帰ってこさせられた33分探偵　第12話「大阪・お笑い芸人 殺人事件」（2009年、フジテレビ） - 佐野
- シバトラ〜童顔刑事！史上最大の危機スペシャル〜（2009年、フジテレビ） - 南原貫太郎
- 白旗の少女（2009年、テレビ東京）

#### 2010年
- 泣かないと決めた日（2010年、フジテレビ） - 鈴木慶介
- 咲くやこの花（2010年、NHK） - 順軒
- 絶対泣かないと決めた日 〜緊急スペシャル〜（2010年、フジテレビ） - 鈴木慶介
- シバトラ〜さらば、童顔刑事スペシャル〜（2010年、フジテレビ） - 南原貫太郎
- 新・ミナミの帝王（2010年9月21日、関西テレビ） - 今宮伸治

#### 2011年
- 外交官・黒田康作 第1話（2011年1月13日、フジテレビ） - 立原
- CONTROL〜犯罪心理捜査〜 第8話（2011年3月1日、フジテレビ） - 長谷川
- 秘密諜報員 エリカ 第5話（2011年11月3日、読売テレビ） - 藤村孝二郎
- ハングリー! 第4話・第7話（2012年1月31日・2月21日、関西テレビ） - 永谷
- カーネーション（2011年度10月 - 3月、NHK） - 梶村悟

#### 2012年
- 金曜プレステージ 女医・倉石祥子〜死の点滴〜（2012年2月17日、フジテレビ） - 村西邦夫
- 土曜ワイド劇場「京都殺人調書 祇園祭殺人事件!」（2012年9月8日、テレビ朝日） - 海老沢
- TBS・講談社第3回ドラマ原作大賞受賞作「猫弁〜死体の身代金〜」（2012年4月23日、TBS）
- 匿名探偵 第4話（2012年11月2日、テレビ朝日） - 牛島圭介

#### 2013年
- 月曜ゴールデン 猫弁と透明人間（2013年4月22日、TBS）
- 家族ゲーム（2013年4月 - 6月、フジテレビ） - 勝野

#### 2014年
- 闇金ウシジマくん Season2 第2話（2014年1月24日、毎日放送） - さまんさ
- 若者たち2014 第2話（2014年7月16日、フジテレビ） - 屋代正二
- ほっとけない魔女たち 第31 - 34話（2014年10月14 - 17日、東海テレビ） - 立川克典
- 土曜プレミアム リーガルハイスペシャル（2014年11月22日、フジテレビ） - 中原淳
- ディア・シスター 第7話（2014年11月27日、フジテレビ） - 土田

#### 2015年
- 相棒 season13 第12話「学び舎」（2015年1月21日、テレビ朝日） - ミツオ（中塚満男） 役
- 癒し屋キリコの約束 第32・33話（2015年9月15・16日、東海テレビ） - 保坂みのる 役

#### 2016年
- 臨床犯罪学者 火村英生の推理 第5話（2016年2月14日、日本テレビ） - 酒井
- 土曜ワイド劇場「法医学教室の事件ファイル42 有名画家は二度死ぬ…?」（2016年9月10日、テレビ朝日） - 新海充
- 世にも奇妙な物語 '16秋の特別編「シンクロニシティ」（2016年10月8日、フジテレビ） - 荻原先生[1]
- とげ 小市民 倉永晴之の逆襲（2016年10月8日 - 、フジテレビ） - 原山武史

#### 2017年
- 炎の経営者 - 神崎三郎
- 下北沢ダイハード第7話「手がビンになった男」（2017年9月2日、テレビ東京） - レポーター

#### 2018年
- 日曜ワイド 管理官 明石美和子 十四番目に来た女（2018年3月4日、テレビ朝日） - 栗原洋介

#### 2019年
- 小吉の女房 - 工藤与次郎
- それぞれの断崖（フジテレビ） - 若菜秀一

#### 2021年
- 知ってるワイフ（フジテレビ） - 亀田駿二

### テレビ番組
- 世界ウルルン滞在記（毎日放送）

### 映画
- ピンチランナー（2000年）
- 世界の終わりという名の雑貨店（2001年）
- クワイエットルームにようこそ（2007年、松尾スズキ監督）
- 闇金ドッグス3（2016年） - 「ナオンDEロックフェス」実行委員長 クリス青西

### CM
- ホットヌードル（東洋水産、2000年）

### PV
- 歩いていこう（いきものがかり、2011年）

### 舞台

#### 1998年
- 毛皮のマリー

#### 2000年
- 演劇企画集団THE・ガジラ「レプリカ」

#### 2001年
- バルコン
- おやすみ、こどもたち

#### 2002年
- 大人計画「業音」
- 29歳の女達シリーズ「ある豊かな生活」

#### 2003年
- SPACER
- ミュージカル「阿国」
- 地人会「心と意志」

#### 2004年
- 音楽劇「ファウスト」

#### 2005年
- Candy's
- おんなの落語

#### 2006年
- 間違いの喜劇
- 大人計画本公演「まとまったお金の唄」
- 魔界転生
- イヌの日

#### 2007年
- 恋の骨折り損
- ノー・マンズ・ランド
- LOVE30 VOL.2

#### 2008年
- 冬の絵空（2008年 - 2009年）

#### 2009年
- 見知らぬ乗客

#### 2010年
- 相対的浮世絵

#### 2011年
- アダルト

#### 2012年
- 燕のいる駅
- トロイラスとクレシダ

#### 2015年
- ハイパープロジェクション演劇「ハイキュー!!」（2015年 - 2018年） - 武田一鉄[2][3][4][5][6][7][8][9][10][11][12][13][14][15][16]